# Myxochlamys
Myxochlamys là một chi thực vật có hoa trong họ Zingiberaceae.

## Từ nguyên
Chất nhầy có độ nhớt cao từ các tuyến trên các lá bắc tụ tập lại ở nách của các lá bắc con. Tên khoa học của chi này bắt nguồn từ những đặc điểm này (Myxo nghĩa là chất nhớt và chlamys nghĩa là lớp phủ, lớp áo).

## Phân bố
Các loài trong chi này là đặc hữu Borneo, phần thuộc Indonesia.

## Mô tả
Cây thảo thân rễ. Các hàng lá song song thân rễ. Cụm hoa đầu cành trên chồi lá, ra hoa từ đáy tới đỉnh. Lá bắc sắp xếp xoắn ốc, đối diện 1 hoa, nhiều chất nhầy dạng keo. Lá bắc con đối diện lá bắc, 2 gờ, hở tới đáy. Ống tràng và chỉ nhị bên trong với rãnh sâu, vòi nhụy quấn trong rãnh theo chiều dọc. Cánh môi lõm. Bao phấn lắc lư, có 2 cựa ở đáy. Bầu nhụy, 1 ngăn, noãn đính đáy.
Các chi có quan hệ họ hàng gần là Distichochlamys và Scaphochlamys.

## Các loài
Hiện tại chi này có 2 loài:
- Myxochlamys amphiloxa R.J.Searle, 2010: Trung Kalimantan, Indonesia.
- Myxochlamys mullerensis A.Takano & Nagam., 2007: Tây và Trung Kalimantan, Indonesia.